# Liste des lieux de culte des Laurentides
La liste des lieux de culte des Laurentides liste l'ensemble des lieux de culte situés dans la région administrative des Laurentides au Québec.
Notez que cette liste ne comprend que les lieux de culte érigés avant 1975.

## Liste

### Lieux de culte chrétiens

#### Lieux de culte catholiques
| Lieu de culte                                                | Illustration | Municipalité                    | Adresse                                 | Coordonnées | Année de construction | Lien dans l'ILCQ | Notes    |
| ------------------------------------------------------------ | ------------ | ------------------------------- | --------------------------------------- | ----------- | --------------------- | ---------------- | -------- |
| Chapelle de l'Externat Sacré-Cœur                            |              | Rosemère                        | 535, rue Lefrançois                     |             | 1955 - 1957           | 136042           |          |
| Chapelle de la Maison des Franciscains                       |              | Lachute                         | 250, avenue de la Providence            |             | 1949                  | 144335           |          |
| Chapelle du Camp Olier                                       |              | Sainte-Anne-des-Lacs            | 298, chemin Godefroy                    |             | 1960                  | 158544           | Recyclée |
| Chapelle du Cénacle Notre-Dame-de-la-Paix                    |              | Lac-Supérieur                   | 2212, chemin du lac Supérieur           |             | 1944 - 1945           | 141160           | Démolie  |
| Chapelle du cimetière de Saint-Jérôme                        |              | Saint-Jérôme                    | 325, rue de Martigny Ouest              |             | 1888                  | 1047             |          |
| Chapelle du cimetière de Sainte-Anne-des-Plaines             |              | Sainte-Anne-des-Plaines         | 129, boulevard Sainte-Anne              |             | 1889                  | 130516           |          |
| Chapelle du cimetière de Sainte-Thérèse                      |              | Sainte-Thérèse                  | Cimetière de Sainte-Thérèse             |             | 1886                  | 130945           |          |
| Église abbatiale de l'Abbaye cistércienne d'Oka              |              | Oka                             | 1600, chemin d'Oka                      |             | 1903 - 1906           | 131772           | Recyclée |
| Église abbatiale de l'Abbaye Sainte-Marie-des-Deux-Montagnes |              | Sainte-Marthe-sur-le-Lac        | 2803, chemin d'Oka                      |             | 1956                  | 135492           |          |
| Chapelle conventuelle Immaculée-Conception                   |              | Saint-Jérôme                    | 2351, boulevard Curé-Labelle            |             | 1957 - 1960           | 155897           |          |
| Chapelle conventuelle Notre-Dame-de-Bellerive                |              | Nominingue                      | 1277, chemin Tour du Lac                |             | 1914                  | 50310            | Démolie  |
| Chapelle conventuelle Notre-Dame-de-Montserrat               |              | Saint-Jérôme                    | 175, boulevard des Hauteurs             |             | 1957 - 1959           | 112923           |          |
| Chapelle conventuelle Notre-Dame-du-Perpétuel-Secours        |              | Sainte-Thérèse                  | 115, chemin Côte Saint-Louis, Ouest     |             | 1964                  | 125035           |          |
| Chapelle des Camps de l'Avenir                               |              | Sainte-Anne-des-Lacs            | 176, chemin des Oliviers                |             | 1945                  | 151568           |          |
| Chapelle Christ-Roi                                          |              | Montcalm                        | 32, rue de l'Église                     |             | 1939 - 1940           | 113805           |          |
| Église Cœur-Immaculé-de-Marie                                |              | Sainte-Thérèse                  | 7, boulevard Desjardins Ouest           |             | 1955 - 1956           | 114640           |          |
| Église Cœur-Immaculé-de-Marie                                |              | Mont-Laurier                    | 570, rue Panet                          |             | 1965 - 1966           | 47851            | Fermée   |
| Église de la Grotte Notre-Dame-de-Lourdes                    |              | Lachute                         | 250, avenue de la Providence            |             | 1961                  | 144871           |          |
| Église Holy Family                                           |              | Deux-Montagnes                  | 1001, chemin d'Oka                      |             | 1961 - 1962           | 151166           |          |
| Église Immaculée-Conception                                  |              | Lachute                         | 72, rue Durocher                        |             | 1964                  | 142989           | Recyclée |
| Église Immaculée-Conception                                  |              | La Conception                   | 1330, rue du Centenaire                 |             | 1952 - 1953           | 145718           | Recyclée |
| Église de L'Annonciation                                     |              | Oka                             | 181, rue des Anges                      |             | 1879 - 1883           | 133306           |          |
| Église de L'Annonciation                                     |              | Rivière Rouge                   | 125, rue Principale Sud                 |             | 1971 - 1972           | 50448            |          |
| Église de L'Ascension                                        |              | L'Ascension                     | 57, rue de l'Église                     |             | 1903                  | 50650            | Fermée   |
| Église La Nativité-de-Marie                                  |              | Labelle                         | 29, rue du Couvent                      |             | 1971 - 1972           | 135979           | Recyclée |
| Église Marie-Médiatrice                                      |              | Pointe-Calumet                  | 810, boulevard de la Chapelle           |             | 1956                  | 109202           |          |
| Église Notre-Dame-de-Fatima                                  |              | Boisbriand                      | 305, chemin de la Grande-Côte           |             | 1949 - 1950           | 115357           | Recyclée |
| Église Notre-Dame-de-Fatima                                  |              | Sainte-Agathe-des-Monts         | 50, rue Corbeil                         |             | 1956 - 1960           | 138413           | Recyclée |
| Cathédrale Notre-Dame-de-Fourvières                          |              | Mont-Laurier                    | 519, rue Chapleau                       |             | 1918 - 1919           | 12407            |          |
| Chapelle Notre-Dame-de-Grâce                                 |              | La Minerve                      | 755, chemin des Pionniers               |             | 1951                  | 117623           | Recyclée |
| Église Notre-Dame-de-L'Assomption                            |              | Blainville                      | 1015, boulevard Curé-Labelle            |             | 1962 - 1963           | 154062           |          |
| Église Notre-Dame-de-la-Merci                                |              | Huberdeau                       | 190, rue Principale                     |             | 1931                  | 119830           |          |
| Chapelle Notre-Dame-de-la-Rouge                              |              | Grenville                       | 2311, route 148                         |             | 1953                  | 143974           |          |
| Église Notre-Dame-de-la-Sagesse                              |              | Lac-des-Seize-Îles              | 50, rue de l'Église                     |             | 1954 - 1955           | 91691            | Fermée   |
| Église Notre-Dame-de-la-Salette                              |              | Saint-Jérôme                    | 1016, boulevard de la Salette           |             | 1957                  | 93452            | Démolie  |
| Église Notre-Dame-de-Laus                                    |              | Notre-Dame-du-Laus              | 88, rue Notre-Dame                      |             | 1874                  | 51126            |          |
| Église Notre-Dame-de-Lourdes                                 |              | Lac-du-Cerf                     | 15, chemin de l'Église                  |             | 1940                  | 50995            | Fermée   |
| Église Notre-Dame-de-Pontmain                                |              | Notre-Dame-de-Pontmain          | 7, rue de l'Église                      |             | 1902                  | 51084            |          |
| Église Notre-Dame-des-Anges                                  |              | Amherst                         | 1841, chemin Vendée                     |             | 1930 - 1932           | 116355           |          |
| Église Notre-Dame-des-Nations                                |              | Wentworth-Nord                  | 160, route Principale                   |             | 1962                  | 96255            | Recyclée |
| Église Notre-Dame-des-Neiges                                 |              | Wentworth-Nord                  | 3470, route Principale                  |             | 1952                  | 92727            | Recyclée |
| Église Notre-Dame-des-Sept-Douleurs                          |              | Grenville                       | 324, rue Principale                     |             | 1901 - 1902           | 141788           |          |
| Église Notre-Dame-du-Divin-Pasteur                           |              | La Macaza                       | 64, rue des Pionniers                   |             | 1903                  | 50372            | Fermée   |
| Chapelle Notre-Dame-du-Lac                                   |              | Prévost                         | 380, chemin des Quatorze-Îles           |             | 1916 - 1917           | 154849           |          |
| Église Notre-Dame-du-Lac-Gémont                              |              | Saint-Adolphe-d'Howard          | 1521, chemin Gémont                     |             | 1924                  | 93879            | Recyclée |
| Chapelle Notre-Dame-du-Lac-Labelle                           |              | Labelle                         | 9000, chemin du Lac-Labelle             |             | 1959                  | 118314           | Recyclée |
| Église Notre-Dame-du-Rosaire                                 |              | Grenville                       | 2710, route 148                         |             | 1955                  | 142323           | Recyclée |
| Chapelle Notre-Dame-du-Sourire                               |              | Wentworth                       | 151, chemin du Lac Louisa Sud           |             | 1960                  | 101181           | Recyclée |
| Église Notre-Dame-du-Très-Saint-Sacrement                    |              | Ferme-Neuve                     | 244, 2e avenue                          |             | 1939 - 1940           | 47954            |          |
| Église Sacré-Cœur-de-Jésus                                   |              | Mont-Tremblant                  | 1829, chemin du Village                 |             | 1929 - 1930           | 146737           | Recyclée |
| Église Saint-Adolphe                                         |              | Saint-Adolphe-d'Howard          | 1845, chemin du Village                 |             | 1913 - 1914           | 131720           |          |
| Église Saint-Agapit                                          |              | Deux-Montagnes                  | 1002, chemin d'Oka                      |             | 1961 - 1962           | 128842           |          |
| Église Saint-Agricole                                        |              | Val-des-Lacs                    | 350, chemin Val-des-Lacs                |             | 1932                  | 141111           | Recyclée |
| Église Saint-Aimé                                            |              | Saint-Aimé-du-Lac-des-Îles      | 149, chemin du Village                  |             | 1914 - 1915           | 50054            | Fermée   |
| Chapelle Saint-Albert-le-Grand                               |              | Saint-Hippolyte                 | 706, chemin du Lac Bleu                 |             | 1939                  | 130831           |          |
| Église Saint-André-Apôtre                                    |              | Saint-André-d'Argenteuil        | 1, route des Seigneurs                  |             | 1960 - 1961           | 141373           |          |
| Église Saint-Antoine                                         |              | Saint-Jérôme                    | 705, boulevard des Laurentides          |             | 1945 - 1946           | 153542           |          |
| Église Saint-Augustin                                        |              | Mirabel                         | 15093, rue Saint-Augustin               |             | 1849 - 1850           | 152327           |          |
| Église Saint-Benoît                                          |              | Mirabel                         | 9155, rue Dumouchel                     |             | 1853                  | 127565           |          |
| Chapelle Saint-Bernard                                       |              | Mont-Tremblant                  |                                         |             | 1941 - 1942           | 145726           |          |
| Chapelle Saint-Bernard-de-Clairvaux                          |              | Sainte-Adèle                    | 1720, chemin Pierre-Péladeau            |             | 1936 - 1937           | 132771           | Recyclée |
| Église Saint-Canut                                           |              | Mirabel                         | 10000, boulevard Saint-Canut            |             | 1886                  | 135207           |          |
| Église Saint-Colomban                                        |              | Saint-Colomban                  | 342, montée de l'Église                 |             | 1853 - 1860           | 1035             |          |
| Église Saint-Eustache                                        |              | Saint-Eustache                  | 123, rue Saint-Louis                    |             | 1905                  | 136382           |          |
| Église Saint-Faustin                                         |              | Saint-Faustin-Lac-Carré         | 1179, rue de la Pisciculture            |             | 1894                  | 152184           |          |
| Église Saint-François-Régis                                  |              | Lac-des-Écorces                 | 145, boulevard Saint-François Sud       |             | 1909                  | 48702            |          |
| Église Saint-François-Xavier                                 |              | Prévost                         | 994, rue Principale                     |             | 1926 - 1927           | 135363           |          |
| Église Saint-Gérard-Majella                                  |              | Kiamika                         | 24, rue Principale                      |             | 1924                  | 50721            |          |
| Église Saint-Hermas                                          |              | Mirabel                         | 4291, rue Lalande                       |             | 1835 - 1836           | 148916           |          |
| Église Saint-Hippolyte                                       |              | Saint-Hippolyte                 | 2259, chemin des Hauteurs               |             | 1933                  | 154882           |          |
| Église Saint-Hugues                                          |              | Lac-Saguay                      | 8A, chemin de l'Église                  |             | 1947 - 1948           | 48892            | Recyclée |
| Église Saint-Ignace-de-Loyola                                |              | Nominingue                      | 2263, rue Sacré-Cœur                    |             | 1933 - 1934           | 49948            |          |
| Église Saint-Janvier                                         |              | Mirabel                         | 17737, rue Sacré-Cœur                   |             | 1861 - 1863           | 133517           |          |
| Église Saint-Jean-Baptiste                                   |              | Val-David                       | 2490, rue de l'Église                   |             | 1920                  | 127097           | Recyclée |
| Église Saint-Jean-de-Brébeuf                                 |              | Brébeuf                         | 220, route 323                          |             | 1904 - 1905           | 93525            |          |
| Église Saint-Jean-l'Évangéliste                              |              | Mont-Laurier                    | 1488, boulevard Des Ruisseaux           |             | 1938 - 1945           | 49986            | Fermée   |
| Cathédrale Saint-Jérôme                                      |              | Saint-Jérôme                    | 355, rue Saint-Georges                  |             | 1897 - 1900           | 1008             |          |
| Église Saint-Joachim                                         |              | Mont-Laurier                    | 3600, chemin de Val-Limoges             |             | 1949                  | 156277           | Recyclée |
| Église Saint-Joseph                                          |              | Lac-des-Écorces                 | 138, rue Saint-Joseph                   |             | 1953                  | 48794            |          |
| Église Saint-Joseph                                          |              | Sainte-Adèle                    | 1380, rue Saint-Jean                    |             | 1914                  | 96350            |          |
| Église Saint-Joseph                                          |              | Saint-André-d'Argenteuil        | 8, route Du Long-Sault                  |             | 1916                  | 127794           |          |
| Chapelle Saint-Joseph                                        |              | Sainte-Sophie                   | 641, rue des Cèdres                     |             | 1946                  | 109727           | Recyclée |
| Église Saint-Joseph-du-Lac                                   |              | Saint-Joseph-du-Lac             | 1028, rue Principale                    |             | 1880 - 1885           | 129254           |          |
| Église Saint-Jovite                                          |              | Mont-Tremblant                  | 950, rue Saint-Jovite                   |             | 1887 - 1889           | 148845           |          |
| Église Saint-Louis-de-France                                 |              | Brownsburg-Chatham              | 366, rue Principale                     |             | 1927                  | 99195            |          |
| Église Saint-Ludger                                          |              | Grenville-sur-la-Rouge          | 446, rue Principale                     |             | 1928 - 1929           | 142241           | Recyclée |
| Église Saint-Maurice                                         |              | Bois-des-Filion                 | 388, rue Adolphe-Chapleau               |             | 1960                  | 129997           |          |
| Église Saint-Michel                                          |              | Mont-Saint-Michel               | 95, rue de l'Église                     |             | 1949 - 1950           | 48610            |          |
| Église Saint-Michel-de-Wentworth                             |              | Wentworth-Nord                  | 6650, route Principale                  |             | 1956 - 1957           | 96174            | Recyclée |
| Église Saint-Norbert                                         |              | Val-Morin                       | 6140, rue Morin                         |             | 1923 - 1924           | 127098           |          |
| Église Saint-Paul                                            |              | Lac-Saint-Paul                  | 384, rue Principale                     |             | 1935                  | 50190            | Fermée   |
| Église Saint-Philippe                                        |              | Brownsburg-Chatham              | 231, route du Canton                    |             | 1888 - 1889           | 98565            |          |
| Église Saint-Philippe-Apôtre                                 |              | Chute-Saint-Philippe            | 603, chemin du Progrès                  |             | 1934                  | 50100            | Recyclée |
| Église Saint-Pie X                                           |              | Lac-Supérieur                   | 68, chemin du Tour du Lac               |             | 1961 - 1963           | 136645           | Démolie  |
| Église Saint-Pierre                                          |              | Saint-Jérôme                    | 520, boulevard Bourassa                 |             | 1966 - 1967           | 120032           |          |
| Église Saint-Placide                                         |              | Saint-Placide                   | 81, 2e avenue                           |             | 1850 - 1852           | 129446           | Recyclée |
| Église Saint-Rédempteur                                      |              | Blainville                      | 421, boulevard Curé-Labelle             |             | 1965 - 1966           | 149752           |          |
| Église Saint-Rémi                                            |              | Amherst                         | 249, rue Amherst                        |             | 1905 - 1906           | 110075           | Recyclée |
| Église Saint-Sauveur-des-Monts                               |              | Saint-Sauveur                   | 205, rue Principale                     |             | 1903 - 1904           | 154369           |          |
| Église Sainte-Adèle                                          |              | Sainte-Adèle                    | 166, rue Lesage                         |             | 1951 - 1952           | 92379            |          |
| Église Sainte-Agathe                                         |              | Sainte-Agathe-des-Monts         | 37, rue Principale Est                  |             | 1905 - 1907           | 125809           |          |
| Église Sainte-Anastasie                                      |              | Lachute                         | 174, avenue Bethany                     |             | 1936 - 1937           | 142857           |          |
| Chapelle Sainte-Anne                                         |              | Saint-Hippolyte                 | 250, chemin du Lac Connelly             |             | 1948                  | 131461           | Fermée   |
| Chapelle Sainte-Anne                                         |              | Sainte-Adèle                    | 5078, rue Rolland                       |             | 1957 - 1958           | 92683            | Recyclée |
| Église Sainte-Anne                                           |              | Sainte-Anne-du-Lac              | 7, rue Saint-François-Xavier            |             | 1922 - 1923           | 48644            |          |
| Chapelle Sainte-Anne                                         |              | Sainte-Sophie                   | ? rue du Cap                            |             | 1954                  | 110427           |          |
| Église Sainte-Anne-des-Lacs                                  |              | Sainte-Anne-des-Lacs            | 1, chemin Fournel                       |             | 1920                  | 121533           | Recyclée |
| Église Sainte-Anne-des-Plaines                               |              | Sainte-Anne-des-Plaines         | 129, boulevard Sainte-Anne              |             | 1899 - 1902           | 125730           |          |
| Église Sainte-Françoise-Cabrini                              |              | Rosemère                        | 210, rue de l'Église                    |             | 1935 - 1936           | 130363           |          |
| Église Sainte-Jeanne-d'Arc                                   |              | Saint-Faustin-Lac-Carré         | 1911, rue Principale                    |             | 1963 - 1964           | 151822           | Démolie  |
| Église Sainte-Lucie                                          |              | Sainte-Lucie-des-Laurentides    | 2024, 10e rue                           |             | 1892 - 1900           | 137248           |          |
| Église Sainte-Marcelle                                       |              | Saint-Jérôme                    | 181, rue Brière                         |             | 1950 - 1951           | 153550           | Recyclée |
| Église Sainte-Marguerite-du-Lac-Masson                       |              | Sainte-Marguerite-du-Lac-Masson | 80, chemin Masson                       |             | 1923 - 1924           | 122901           |          |
| Église Sainte-Maria-Goretti                                  |              | Lantier                         | 1021, route 329                         |             | 1963 - 1965           | 137685           |          |
| Église Sainte-Marie                                          |              | La Minerve                      | 101, chemin des Fondateurs              |             | 1906                  | 151021           |          |
| Église Sainte-Marthe-sur-le-Lac                              |              | Sainte-Marthe-sur-le-Lac        | 3101, rue de l'Église                   |             | 1958 - 1959           | 128742           |          |
| Église Sainte-Paule                                          |              | Saint-Jérôme                    | 920, rue Labelle                        |             | 1948 - 1952           | 92131            |          |
| Église Sainte-Scholastique                                   |              | Mirabel                         | 10145, rue Saint-Vincent                |             | 1966 - 1967           | 92181            |          |
| Église Sainte-Sophie                                         |              | Sainte-Sophie                   | 485, rue Masson                         |             | 1865 - 1867           | 150516           |          |
| Chapelle Sainte-Thérèse                                      |              | Saint-Sauveur                   | 1787, chemin du Lac-des-Becs-Scie Ouest |             | 1950 - 1951           | 150238           | Recyclée |
| Église Sainte-Thérèse-d'Avila                                |              | Sainte-Thérèse                  | 10, rue de l'Église                     |             | 1885 - 1887           | 1057             |          |
| Église Sainte-Véronique                                      |              | Rivière Rouge                   | 2133, boulevard Fernand-Lafontaine      |             | 1970 - 1971           | 50688            | Fermée   |
| Chapelle Très-Saint-Nom-de-Jésus                             |              | Sainte-Adèle                    | 485, chemin du Moulin                   |             | 1965                  | 96312            | Recyclée |

#### Lieux de culte protestants

##### Lieux de culte anglicans
| Lieu de culte                     | Illustration | Municipalité             | Adresse                           | Coordonnées | Année de construction | Lien dans l'ILCQ | Notes    |
| --------------------------------- | ------------ | ------------------------ | --------------------------------- | ----------- | --------------------- | ---------------- | -------- |
| Église All Saints                 |              | Deux-Montagnes           | 248, 18e avenue                   |             | 1954 - 1955           | 129217           |          |
| Église Christ Church              |              | Mille-Isles              | 1258, chemin de Mille-Isles       |             | 1956                  | 124179           |          |
| Église Christ Church              |              | Saint-André-d'Argenteuil | 163, rue du Long Sault            |             | 1819 - 1821           | 146887           |          |
| Église Christ Church              |              | Deux-Montagnes           | 214, 14e avenue                   |             | 1955 - 1958           | 139898           |          |
| Église Church of the Redeemer     |              | Montcalm                 | 7, rue de l'Hôtel de Ville        |             | 1911 - 1912           | 96431            | Recyclée |
| Église Good Shepherd              |              | Wentworth-Nord           | 3951, chemin de la Rivière Perdue |             | 1890 - 1896           | 94141            | Démolie  |
| Église Grace Church               |              | Arundel                  | 7, route Church                   |             | 1878                  | 94020            |          |
| Église Holy Trinity               |              | Gore                     | 4, chemin Cambria                 |             | 1857 - 1859           | 147887           |          |
| Église Holy Trinity               |              | Grenville-sur-la-Rouge   | 176, rue Principale               |             | 1887 - 1888           | 141550           |          |
| Église Holy Trinity               |              | Sainte-Agathe-des-Monts  | 12, rue Préfontaine Ouest         |             | 1925                  | 92313            |          |
| Église Saint Francis of the Birds |              | Saint-Sauveur            | 94, rue Saint-Denis               |             | 1951                  | 123536           |          |
| Église Saint James                |              | Rosemère                 | 328, rue Pine                     |             | 1955                  | 121132           |          |
| Église Saint John                 |              | Sainte-Sophie            | 584, rue de l'Église              |             | 1878 - 1879           | 139237           | Fermée   |
| Église Saint Simeon               |              | Lachute                  | 445, rue Principale               |             | 1946 - 1947           | 143647           |          |
| Église Saint Aidan                |              | Wentworth                | 86, chemin Louisa                 |             | 1893 - 1895           | 148595           |          |
| Église Saint George               |              | Amherst                  | ? chemin Rockway                  |             | 1912                  | 94195            | Démolie  |
| Église Saint John                 |              | Gore                     | 136, chemin Shrewsbury            |             | 1858                  | 143378           | Démolie  |
| Église Saint-John-the-Baptist     |              | Saint-Hippolyte          | 978, rue de la Chapelle           |             | 1842                  | 77022            |          |
| Église Saint Matthew              |              | Grenville                | 365, rue Principale               |             | 1832 - 1833           | 141744           |          |
| Église Saint Paul                 |              | Gore                     | 1127, chemin Dunany               |             | 1878 - 1879           | 147982           |          |
| Église Trinity Church             |              | Morin-Heights            | 757, rue du Village               |             | 1861                  | 92262            |          |

##### Lieux de culte réformés
| Lieu de culte                                   | Illustration | Municipalité       | Adresse                    | Coordonnées | Année de construction | Lien dans l'ILCQ | Notes                       |
| ----------------------------------------------- | ------------ | ------------------ | -------------------------- | ----------- | --------------------- | ---------------- | --------------------------- |
| Église unie d'Arundel                           |              | Arundel            | 17, rue du Village         |             | 1889                  | 150719           |                             |
| Église unie de Belle-Rivière                    |              | Mirabel            | 7951, rue Belle-Rivière    |             | 1858 - 1860           | 156299           |                             |
| Église unie de Kanehsatàke                      |              | Oka                | 209, rue des Anges         |             | 1900 - 1903           | 156580           |                             |
| Église unie Knox Wesley                         |              | Grenville          | 13, rue Queen              |             | 1890                  | 113983           | Anciennement méthodiste     |
| Église unie de Morin Heights                    |              | Morin-Heights      | 831, rue du Village        |             | 1880                  | 155507           |                             |
| Église protestante de Sainte-Adèle              |              | Sainte-Adèle       | 1300, chemin du Chantecler |             | 1952                  | 133084           |                             |
| Église Saint Andrew                             |              | Grenville          | chemin Avoca               |             | 1875                  | 112642           | Anciennement presbytérienne |
| Église Saint Mungo                              |              | Brownsburg-Chatham | 661, route des Outaouais   |             | 1836                  | 98893            | Anciennement presbytérienne |
| Église unie Sainte-Thérèse et Rosemère Memorial |              | Sainte-Thérèse     | 28, rue Saint-Charles      |             | 1855 - 1857           | 136268           | Anciennement presbytérienne |
| Église unie Shawbridge                          |              | Prévost            | 1264, rue Principale       |             | 1861                  | 92351            | Anciennement méthodiste     |

##### Lieux de culte presbytériens
| Lieu de culte                        | Illustration | Municipalité             | Adresse                         | Coordonnées | Année de construction | Lien dans l'ILCQ | Notes    |
| ------------------------------------ | ------------ | ------------------------ | ------------------------------- | ----------- | --------------------- | ---------------- | -------- |
| Église Grande Fresnière              |              | Mirabel                  | 12380, rang de la Fresnière     |             | 1853 - 1854           | 150288           | Démolie  |
| Église Harrington United             |              | Harrington               | 370, chemin de la Rivière-Rouge |             | 1892                  | 163082           |          |
| Église Knox Church Crystal Falls     |              | Arundel                  | ? rue Léonard                   |             | 1908                  | 140701           |          |
| Église Lachute                       |              | Lachute                  | 407, rue Principale             |             | 1899                  | 99174            | Recyclée |
| Église Lost River                    |              | Harrington               | 5152, chemin de Lost River      |             | 1897                  | 162440           |          |
| Église Margaret Rodger Memorial      |              | Lachute                  | 463, rue Principale             |             | 1932                  | 107736           |          |
| Église presbytérienne de Mille Isles |              | Mille-Isles              | 1261, chemin Mille-Isles        |             | 1870                  | 154078           |          |
| Église Saint Andrew                  |              | Saint-André-d'Argenteuil | 5, rue John Abbott              |             | 1876 - 1877           | 144710           |          |

##### Lieux de culte évangéliques
| Lieu de culte                                        | Illustration | Municipalité   | Adresse                                        | Coordonnées | Année de construction | Lien dans l'ILCQ | Notes                       |
| ---------------------------------------------------- | ------------ | -------------- | ---------------------------------------------- | ----------- | --------------------- | ---------------- | --------------------------- |
| Église baptiste évangélique des Laurentides          |              | Lachute        | 116 rue Fraser                                 |             | 1872                  | 113622           |                             |
| Église Ecclesia baptiste évangélique de Saint-Jérôme |              | Saint-Jérôme   | 327 rue Saint-Georges, Saint-Jérôme QC J7Z 5A2 |             |                       |                  | https://eglise-ecclesia.ca/ |
| Église chrétienne évangélique de Sainte-Thérèse      |              | Sainte-Thérèse | 2, chemin du Ravin                             |             | 1967                  | 129898           |                             |
| Église People's Church                               |              | Deux-Montagnes | 370, 5e avenue                                 |             | 1964                  | 129172           |                             |
| Chapelle Hillside                                    |              | Morin-Heights  | ? rue du Village                               |             | 1895                  | 153852           |                             |

##### Lieux de culte baptistes
| Lieu de culte                      | Illustration | Municipalité           | Adresse                             | Coordonnées | Année de construction | Lien dans l'ILCQ | Notes    |
| ---------------------------------- | ------------ | ---------------------- | ----------------------------------- | ----------- | --------------------- | ---------------- | -------- |
| Église baptiste Avoca              |              | Grenville-sur-la-Rouge | 193, chemin Avoca                   |             | 1900                  | 111489           |          |
| Église baptiste de Rivington       |              | Harrington             | 53, chemin de la Rivière Maskinongé |             | 1897                  | 163098           |          |
| Église baptiste Brownsburg Regular |              | Brownsburg-Chatham     | 229, rue Mountain                   |             | 1890                  | 107487           |          |
| Église baptiste Dalesville         |              | Brownsburg-Chatham     | 245, chemin de Dalesville           |             | 1835 - 1836           | 163136           |          |
| Église baptiste de Lachute         |              | Lachute                | 45, avenue Argenteuil               |             | 1887 - 1888           | 99156            |          |
| Église baptiste Maple Avenue       |              | Brownsburg-Chatham     | 291, rue des Érables                |             | 1929                  | 99146            | Recyclée |

##### Lieux de culte pentecôtistes
| Lieu de culte                             | Illustration | Municipalité       | Adresse                 | Coordonnées | Année de construction | Lien dans l'ILCQ | Notes |
| ----------------------------------------- | ------------ | ------------------ | ----------------------- | ----------- | --------------------- | ---------------- | ----- |
| Église pentecôtiste iroquoise d'Oka       |              | Oka                | ? rang Sainte-Philomène |             | 1960                  | 145323           |       |
| Église pentecôtiste de Brownsburg-Chatham |              | Brownsburg-Chatham | 361, rue des Érables    |             | 1959                  | 145161           |       |

#### Lieux de culte orthodoxes
| Lieu de culte                                       | Illustration | Municipalité   | Adresse                     | Coordonnées | Année de construction | Lien dans l'ILCQ | Notes |
| --------------------------------------------------- | ------------ | -------------- | --------------------------- | ----------- | --------------------- | ---------------- | ----- |
| Chapelle de l'Association roumaine du Canada        |              | Val-David      | 2210, montée Prédal-Trudeau |             | 1920                  | 147498           |       |
| Église orthodoxe copte Saint Mina and Pope Cyril VI |              | Sainte-Thérèse | 45, boulevard Curé-Labelle  |             | 1954 - 1955           | 130404           |       |

### Lieux de culte judaïques
| Lieu de culte              | Illustration | Municipalité            | Adresse        | Coordonnées | Année de construction | Lien dans l'ILCQ | Notes |
| -------------------------- | ------------ | ----------------------- | -------------- | ----------- | --------------------- | ---------------- | ----- |
| Synagogue House of Israel  |              | Sainte-Agathe-des-Monts | 31, rue Albert |             | 1952                  | 138306           |       |
| Synagogue de Sainte-Sophie |              | Sainte-Sophie           | 2383, 2e rue   |             | 1900                  | 121111           |       |
| Synagogue du camp          |              | Val-David               | ? 1ère avenue  |             | 1930                  | 138140           |       |